# Зал свободной торговли
Зал свободной торговли (Фри Трэйд Холл англ. Free Trade Hall) — бывший центр публичных выступлений и культурной активности в Манчестере, Англия. В данный момент в нём находится гостиница. Здание охраняется государством и является объектом исторического и культурного наследия. Фри Трэйд Холл был построен в 1853—1856 годах по проекту Эдварда Уолтерса (англ. Edward Walters).
В Зале свободной торговли в 1904 году Уинстон Черчилль произнес речь в защиту политики Великобритании по отношению к свободной торговле. Затем там проводились музыкальные концерты. В 1966 году в нём выступил Боб Дилан, в 1973 году в здании провели концерты группы Pink Floyd и Genesis. В 1976 году в здании провела концерт группа Sex Pistols.

## Архитектура
Здание двухэтажное, построено в стиле итальянского палаццо. На втором этаже находится аркада, богато покрытая орнаментом. Орнамент аркады включает в себя резные фигурки, изображающие свободную торговлю, искусство, производство и коммерцию.
После продажи зала и превращения его в отель, часть здания была переделана.